# Laurenz Tanner (Politiker, 1668)

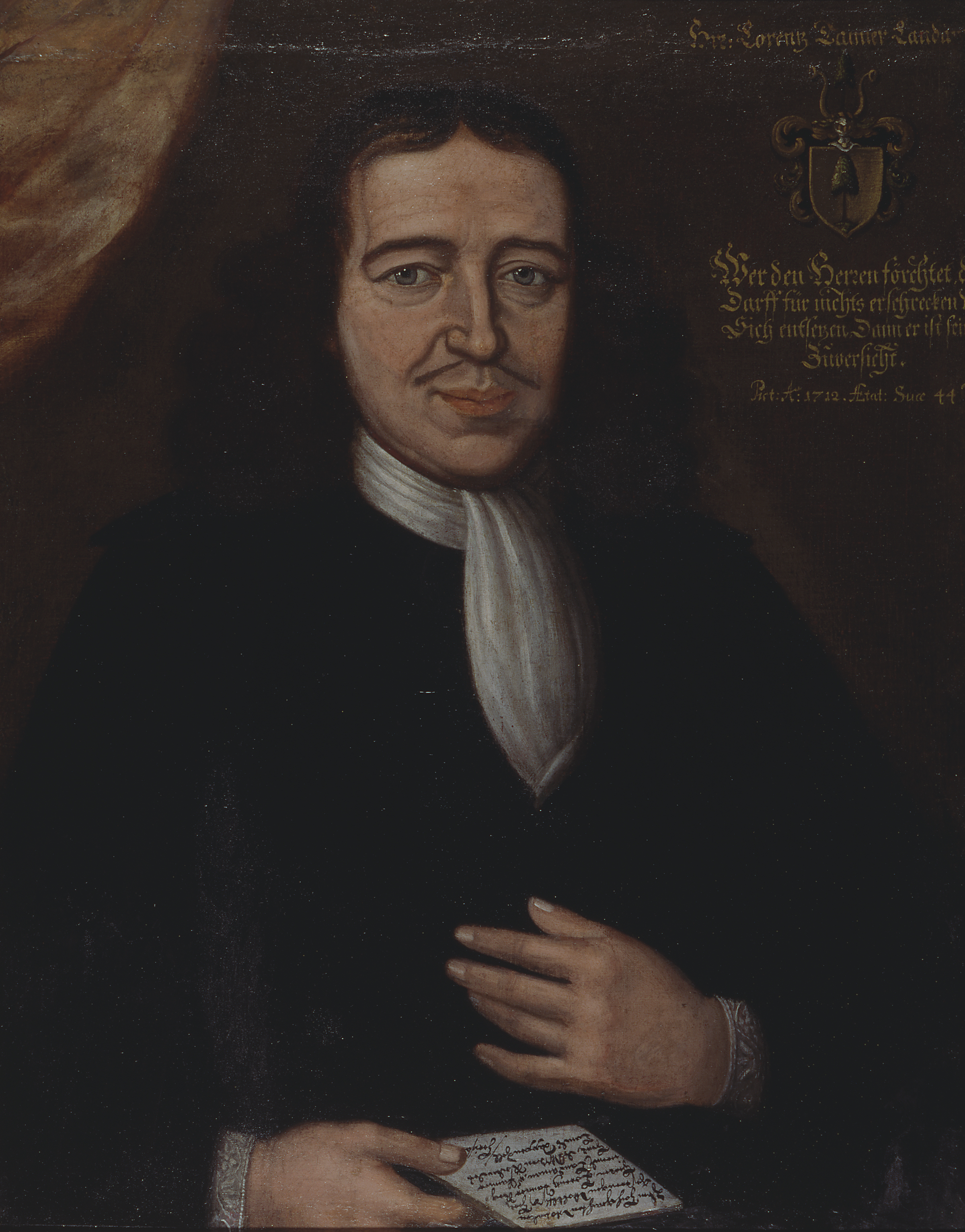
Laurenz Tanner, 17. Landammann von Appenzell Ausserrhoden 1709–1729

Laurenz Tanner (* 7. September 1668 in Herisau; † 28. März 1729 in Herisau; heimatberechtigt in Herisau) war ein Landammann und Tagsatzungsgesandter aus dem Schweizer Kanton Appenzell Ausserrhoden.

## Leben
Laurenz Tanner war ein Sohn von Laurenz Tanner. 1689 heiratete er Barbara Züst, Tochter von Hauptmann Jacob Züst. Laurenz Tanner war der Schwager von Textilkaufmann Conrad Zellweger-Tanner und ein Onkel des Arztes Laurenz Zellweger von Trogen und dessen Brüdern, den Textilfernhändlern Conrad Zellweger-Sulser und Landammann Johannes Zellweger-Sulser.
Tanner arbeitete als Gastwirt und amtierte als Ratsherr von Herisau. Von 1709 bis 1728 war er 24 Mal Tagsatzungsgesandter. Ab 1709 bis 1729 hatte er das Amt des Ausserrhoder Landammanns inne. Tanner vermittelte 1712 im Zweiten Villmergerkrieg zwischen den Konfliktparteien. Er war Mitunterzeichner des Rorschacher Friedensvertrags von 1714. Dieser blieb in Appenzell Ausserrhoden lange umstritten und trug ihm die Feindschaft von Lorenz Wetter ein.